# Papilio zelicaon
Papilio zelicaon là một loài bướm thuộc họ Bướm phượng (Papilionidae). 
Loài Papilio zelicaon được mô tả năm 1852 bởi Lucas. Loài bướm Papilio zelicaon sinh sống ở .

## Hình ảnh

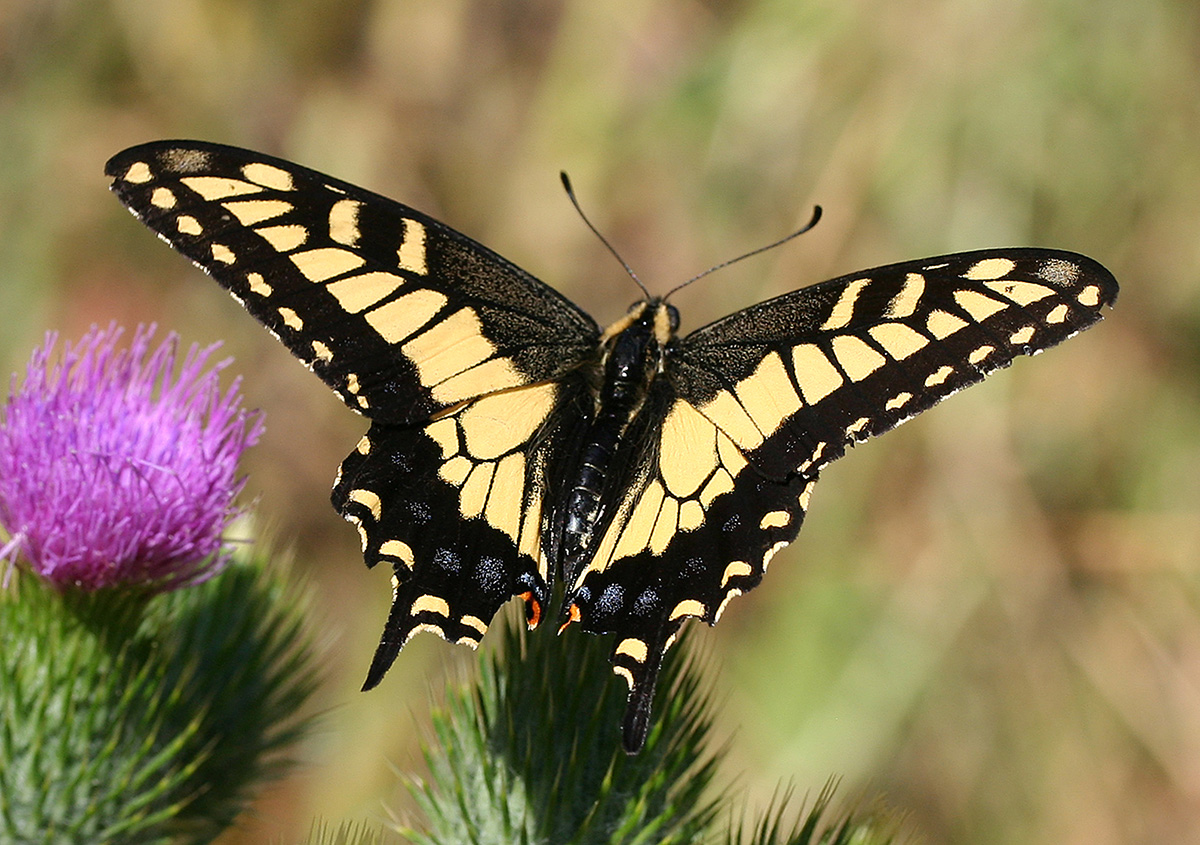
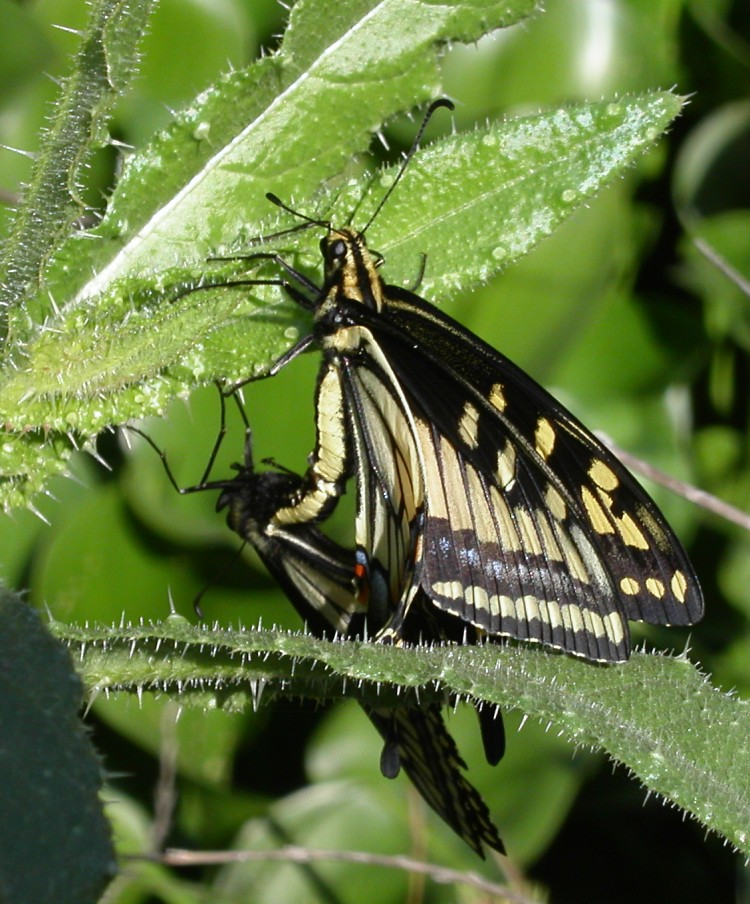